# Venturina Terme
Venturina Terme est une frazione située sur la commune de Campiglia Marittima, province de Livourne, en Toscane, Italie. Au moment du recensement de 2011 sa population était de 9 004 habitants.

## Géographie
Le hameau est situé dans la Maremme sur la côte tyrrhénienne, positionné le long de la route nationale 1 Via Aurelia et du chemin de fer Pise-Rome.

## Monuments
- Église Sacra Famiglia, église paroissiale[1]
- Oratoire Santa Lucia (XVIe siècle)
- Site archéologique de Caldana
  - Mausolée romain de Caius Trebatius